# Phil Shafer
Phil „Red” Shafer (ur. 13 listopada 1891 w Des Moines, zm. 29 stycznia 1971 tamże) – amerykański kierowca wyścigowy.

## Kariera
W swojej karierze Shafer startował głównie w Stanach Zjednoczonych w mistrzostwach AAA Championship Car oraz towarzyszącym mistrzostwom słynnym wyścigu Indianapolis 500. W mistrzostwach AAA pojawiał się w stawce z przerwami w latach 1922–1952. W pierwszym sezonie startów z dorobkiem szesnastu punktów uplasował się na 22 pozycji w klasyfikacji generalnej. Dwa lata później odniósł swoje pierwsze zwycięstwo. Uzbierane 430 punktów dało mu dziewiątej miejsce w końcowej klasyfikacji kierowców. W kolejnym sezonie był dziesiąty. W kolejnych latach startował głównie w wyścigu Indianapolis 500, który w latach 20. był jednym z wyścigów Grand Prix. W 1925 roku stanął na trzecim stopniu podium. W kolejnych startach plasował się w okolicach dziesiątej pozycji.